# Giro di Romandia 1995
Il Giro di Romandia 1995, quarantanovesima edizione della corsa, si svolse dal 2 al 7 maggio su un percorso di 888,8 km ripartiti in 5 tappe e un cronoprologo, con partenza a Bernex e arrivo a Ginevra. Fu vinto dallo svizzero Tony Rominger della Mapei-GB davanti all'italiano Francesco Casagrande e al lettone Pëtr Ugrjumov.

## Classifiche finali

### Classifica generale
| Pos. | Corridore            | Squadra                 | Tempo     |
| ---- | -------------------- | ----------------------- | --------- |
| 1    | Tony Rominger        | Mapei-GB                | 22h42'25" |
| 2    | Francesco Casagrande | Mercatone Uno-Saeco     | a 2'33"   |
| 3    | Pëtr Ugrjumov        | Gewiss-Ballan           | s.t.      |
| 4    | Davide Rebellin      | MG Maglificio-Technogym | a 4'03"   |
| 5    | Beat Zberg           | Carrera Jeans-Tassoni   | a 4'12"   |
| 6    | Oliverio Rincón      | ONCE                    | a 4'35"   |
| 7    | Claudio Chiappucci   | Carrera Jeans-Tassoni   | a 6'02"   |
| 8    | Oscar Pellicioli     | Polti-Granarolo-Santini | a 6'21"   |
| 9    | Pavel Tonkov         | Lampre-Panaria          | a 6'22"   |
| 10   | Jesús Montoya        | Banesto                 | a 6'"     |